# Давид, Дора
Дора Давид (венг. Dávid Dóra; род. 14 марта 1985, Печ) — венгерский юрист и политический деятель. Член правоцентристской партии «Тиса». Депутат Европейского парламента с 2024 года.

## Биография
Родилась в Пече.
В возрасте 16 лет переехала жить в Англию.
С октября 2003 года по май 2004 года работала няней по международной программе культурного обмена Au Pair в испанском городе Кордова.
Училась в 2004—2008 годах в Королевском колледже Лондона, где получила степень бакалавра права (LLB) в области европейского права, в 2006—2007 годах по программе «Эразмус» изучала немецкий язык в Гейдельбергском университете, в 2008—2009 годах в Кембриджском университете, где получила степень магистра права (LLM) в области международного права.
В июне 2005 года работала стажёром в юридической фирме Réti, Antall & Madl Landwell в Будапеште.
В 2010 году окончила годичный курс юридической практики в BPP Law School в Лондоне. С октября 2010 по январь 2011 года работала в юридической службе Европейской комиссии на пятимесячной оплачиваемой стажировке Blue Book. С февраля 2011 года по сентябрь 2014 года работала стажёром, затем юристом в юридической фирме Freshfields Bruckhaus Deringer в Лондоне и Вашингтоне. В 2013 году прошла классификацию как солиситор в юрисдикции Англии и Уэльса.
С января по май и с августа по сентябрь 2015 года работала волонтёром, затем юристом в неправительственной организации по защите детей Save the Children в Лондоне.
С июня по июль 2015 года работала юристом в юридической фирме Allen & Overy в Будапеште.
С октября по ноябрь 2015 года работала волонтёром в миссии Венгрии при ООН в Нью-Йорке.
С февраля 2016 года по январь 2017 года работала юристом в Jamie Oliver Group. С января 2017 года по сентябрь 2020 года работала юристом в компании  в Лондоне, торгующей билетами на культурные и спортивные мероприятия и приобретенной eBay в 2007 году. С сентября 2020 года работала заместителем главного юрисконсульта в компании Meta в Лондоне.
За время своей карьеры она приобрела опыт в различных областях права, таких как конкурентное право, защита прав потребителей и защита данных.
Помимо родного венгерского, владеет английским языком на уровне носителя, немецким на продвинутом уровне, испанским на разговорном уровне и основами французского языка.

## Политическая карьера
Является членом правоцентристской партии «Тиса».
Баллотировалась под вторым номером в партийном списке на выборах в Европейский парламент 2024 года. «Тиса» получила семь мест и Дора Давид стала депутатом Европейского парламента 10-го созыва. Стала членом группы «Европейская народная партия (Христианские демократы)», членом Комитета по вопросам внутреннего рынка и защиты прав потребителей (IMCO) и членом совместных парламентских комитетов по связям с Исландией и ЕЭП (DEEA).